# Koenraad II van Zwaben
Koenraad II van Zwaben (februari/maart 1172 - Durlach, 15 augustus 1196) was van 1189 tot 1191 hertog van Rothenburg en van 1191 tot 1196 hertog van Zwaben. Hij behoorde tot het huis Hohenstaufen.

## Levensloop
Hij was de vijfde zoon van keizer Frederik I Barbarossa van het Heilig Roomse Rijk en diens gemalin, gravin Beatrix I van Bourgondië. 
Koenraad II werd heer van Weißenberg en Eger en in 1189 werd hij hertog van Rothenburg. In april 1188 werd hij door zijn vader uitgehuwelijkt aan Berenguela van Castilië, dochter van koning Alfons VIII van Castilië. In juli 1188 vond de bruiloft plaats, maar het huwelijk werd nooit wettig voltrokken. Dit kwam omdat paus Celestinus III, een fervent tegenstander van de Hohenstaufen, niet wilde dat de dynastie verder uitbreidde naar Spanje. Toen Berenguela in 1191 tegen de verderzetting van het huwelijk bleek te zijn, werd het huwelijk ongeldig verklaard en werd de scheiding uitgesproken.  
In april 1191 trok Koenraad II met een leger onder leiding van zijn broer Hendrik VI naar Rome voor de keizerskroning van zijn broer. Na de kroning ging het leger naar het zuiden van Italië om het koninkrijk Sicilië te veroveren, maar omdat het leger getroffen werd door een malaria-epidemie werd de veldtocht in Napels afgesloten. Hetzelfde jaar kreeg Koenraad II de ridderslag en nadat zijn broer Frederik VI stierf, werd hij in 1191 hertog van Zwaben. In 1194 nam hij opnieuw deel aan de tweede militaire expeditie van zijn broer Hendrik VI om Sicilië te veroveren, wat deze keer wel slaagde.
In augustus 1196 werd Koenraad II na zijn terugkeer in Duitsland in de stad Durlach vermoord. De reden voor deze moordaanslag is niet bekend, maar waarschijnlijk was het een wraakactie van een man wiens echtgenote door Koenraad II werd verkracht. Omdat hij kinderloos was gebleven, volgde zijn jongste broer Filips hem op als hertog van Zwaben.